# Vallées et côteaux thermophiles au nord de Clermont-Ferrand
Vallées et côteaux thermophiles au nord de Clermont-Ferrand este o arie protejată (sit de importanță comunitară — SCI) din Franța întinsă pe o suprafață de 235 ha, integral pe uscat.

## Localizare
Centrul sitului Vallées et côteaux thermophiles au nord de Clermont-Ferrand este situat la coordonatele 45°51′32″N 3°06′26″E / 45.85889°N 3.10722°E.

## Înființare
Situl Vallées et côteaux thermophiles au nord de Clermont-Ferrand a fost declarat arie specială de conservare în baza directivei 92/43 din 1992 referitoare la conservarea habitatelor naturale și a faunei și florei sălbatice pentru a proteja 6 specii de animale.

## Biodiversitate
Situată în ecoregiunea continentală, aria protejată conține 6 habitate naturale: Pajiști uscate seminaturale și facies de acoperire cu tufișuri pe substraturi calcaroase (Festuco-Brometalia) (* situri importante pentru orhidee), Fânețe de joasă altitudine (Alopecurus pratensis, Sanguisorba officinalis), Pășuni continentale udate de apa mării, Liziere de ierburi înalte hidrofile de câmpie și de nivel montan până la alpin, Păduri aluvionare cu Alnus glutinosa și Fraxinus excelsior (Alno-Padion, Alnion incanae, Salicion albae), Păduri de stejar sau de stejar și carpen sub-atlantice și medio-europene de Carpinion betuli.
La baza desemnării sitului se află mai multe specii protejate:
- amfibieni (1): triton cu creastă (Triturus cristatus)
- mamifere (2): vidră de râu (Lutra lutra), liliacul mic cu potcoavă (Rhinolophus hipposideros)
- nevertebrate (2): fluturele de noapte (Eriogaster catax), rădașcă (Lucanus cervus)
- pești (1): cicar (Lampetra planeri)

Pe lângă speciile protejate, pe teritoriul sitului au mai fost identificate 52 de specii de plante, 2 specii de amfibieni, 4 specii de nevertebrate, 2 specii de reptile.